# Codex Sangallensis 18
Kodeks Sangalleński, łac. Codex Sangallensis (Gregory-Aland no. 0130), ε 80 (von Soden) – grecki kodeks uncjalny Nowego Testamentu, paleograficznie datowany na IX wiek. Jest cytowany w krytycznych wydaniach greckiego Nowego Testamentu.

## Opis
Zachowało się 7 pergaminowych kart kodeksu (29,5 × 21,3 cm), z tekstem Ewangelii Marka (1,31-2,16) i Ewangelii Łukasza (1,20-31.64-79; 2,24-48). Tekst pisany jest dwoma kolumnami na stronę, 22 linijek w kolumnie, wielką semi-uncjałą. Charakter pisma jest podobny do Kodeksu Sangalleńskiego 48, choć litery są większe. Stosuje akcenty.
Jest palimpsestem, tekst górny jest tekstem Wulgaty, naniesiony został w wieku XII.

## Test
Grecki tekst kodeksu jest wynikiem wymieszania tradycji tekstualnych. Aland zaklasyfikował go do Kategorii III. Zawiera element bizantyjski.
Według Claremont Profile Method, tj. metody wielokrotnych wariantów, w Łk 1 reprezentuje tekst mieszany.

## Historia
Sporządzony został w IX wieku prawdopodobnie przez iroszkockiego mnicha w Sankt-Gallen. Rękopis był badany przez Tischendorfa.
W roku 1908 Caspar René Gregory dał mu siglum 0130.
4 karty kodeksu przechowywane są obecnie w Bibliotece Opactwa św. Galla, pod numerem katalogowym 18, 3 karty kodeksu przechowywane są w Zurychu (Zentralbibliothek, C 57, fol. 5, 74, 93, 135).